# Chó Newfoundland
Chó Newfoundland là một giống chó ở vùng Canada ở Bắc Bán cầu và được sử dụng làm chó cứu hộ. Ngoài tên Newfoundland mang tính địa danh thì giống chó này có cái tên khác là New-fun-land. Đây là giống chó có kết quả lai tạo giữa giống chó sói bản địa với giống chó ngao khổng lồ, chúng giống chó khá hiền lành và mẫu mực. Đây là giống chó rất nhiều gia đình có trẻ nhỏ yêu thích, cũng như giống chó Saint Bernard, bởi vậy, nó còn có biệt danh là Saint Bernard Nước vì chúng thích nghịch với nước.
Có hai loại chó gốc từ nhiều vùng ở châu Âu được các thủy thủ mua về nuôi ở Newfoundland. Loài nhỏ đã trở thành tổ tiên của loài Labrador Retriever, còn giống lớn hơn con Greater St. John dã tiến hoá thành giống mà ngày nay người ta gọi là chó Newfoundland. Ngày nay người ta phát hiện ra trong những loài chó Mỹ nhập khẩu sau này lại có cùng nhóm máu với loài Newfoundland. Đây là một trong những giống chó lớn nhất và ban đầu được sử dụng để làm chó cứu hộ biển Bắc. Với bộ lông xù có 2 lớp, giống chó này rất phù hợp và thích nghi với những cái lạnh ở khu vực phía Bắc bắn cầu, tuy nhiên thì cũng cần sự chăm sóc rất cẩn thận với bộ lông của chúng.

### Lịch sử
Giống chó này khá phát triển ở Newfoundland nhưng nó cũng có liên quan đến những người Anh di cư sang bằng đường biển, họ đã mang theo những con chó ngao, và giống chó này xuất hiện đồng thời với sự xuất hiện của Labrador. Với những cái chân rất to và khỏe có màng ở giữa những ngón chân và bộ lông xốp 2 lớp đã bảo vệ nó trước cái lạnh, nó dường như có thể làm chủ những khu vực đầm lầy trên những hòn đảo thuộc Canada, vượt bất cứ những hồ nước rộng lớn và những eo biển lạnh giá. Bằng sự dũng cảm và thông minh, nó đã cứu rất nhiều người thoát chết khỏi tai nạn trên sông và những vùng đầm lầy. Chính đặc trưng này mà nhiều người biết đến giống chó này hơn.
Đầu những năm 1700 thì một số giống ngao trên những con tàu buôn sang tới Newfoundland và họ đã cho lai với một giống chó săn gấu địa phương và kết quả là cho ra giống chó mới, đồng thời những con lai này được những tàu buôn này mang về châu Âu, đặc biệt là tại các gia đình thủy thủ người Anh. Sau đó thì giống chó này đã phát triển như ngày nay. Đến năm 1830, những du khách theo đường biển đi du lịch tới đây mới mang theo về một số con Newfie có màu nâu và đen với vóc dáng to hơn về châu Âu.
Người Anh đưa ra nhiều giả thiết chứng minh là chó giống gốc của họ thì người Newfoundland chứng minh khả năng thích nghi và tính năng của nó mang đặc trưng của vùng này đó là khả năng chịu lạnh và bơi lội. Nó đã cứu rất nhiều mạng sống từ những vụ đắm tàu, đâm va tàu hay những tai nạn do sụt băng tại vùng biển Bắc. Nó luôn có mặt trên những con tàu cứu hộ của đội cứu hộ hàng hải vùng biển Bắc một minh chứng cho khả năng bơi lặn và trí thông minh của giống chó này. Con Newfoundland đã được đem đến Anh lần đầu vào năm 1960 nhưng chúng hầu như bị tuyệt chủng vào cuối chiến tranh thế giới thứ II.

## Đặc điểm
Đây là một giống chó to lớn, khỏe mạnh, có bộ lông dày. Con chó đực cao 69–74 cm, nặng 59–68 kg. Con chó cái cao 63–69 cm, nặng 45–54 kg. Cơ bắp chúng săn chắc, khỏe mạnh và có khả năng làm việc bền bỉ. Chúng có bộ lông xồm, bông xù to khiến nhìn vào thấy nó to hơn rất nhiều so với cơ thể thực. Về màu sắc, chúng có những màu nâu, đen, vàng, trắng-đen, xám và thường có khoang trắng ở ngực, bàn chân, chóp đuôi.
Với bộ lông xù có hai lớp, giống chó này rất phù hợp và thích nghi với những cái lạnh ở khu vực phía Bắc bắn cầu, tuy nhiên thì cũng cần sự chăm sóc rất cẩn thận với bộ lông của chúng. Chúng cũng quan tâm chu đáo cung cấp đầy đủ dinh dưỡng trong giai đoạn đang phát triển là yếu tố quan trọng, ngoài ra cần có sự vận động hợp lý và đầy đủ cùng với những bài tập cần có trước khi kết thúc giai đoạn phát triển.

## Tập tính
Loài chó Newfoundland rất nhanh nhạy, dễ thuần phục và thích sống trong những ngôi nhà lớn. Chúng giỏi bơi lội và giữ nhà. Chỉ cần nhìn thấy hình dạng nó cũng làm cho người ta e dè, nhưng nếu bị khiêu khích, chúng sẵn sàng chứng tỏ sự dữ dằn để bênh vực cho những người thân thuộc của chúng. Giống chó này có khả năng cảm nhận rất nhạy bén, rất hòa hợp với các vật nuôi khác trong gia đình và ngay cả đối với các con chó trưởng thành khác. Hồn nhiên, thân thiện, trung thành, đáng yêu và rất dễ bảo và hiếm khi tấn công những con chó lạ.
Rất yêu trẻ con và những người của gia đình. Đặc biệt là rất thích nghịch nước, bơi lội. Rất nhạy cảm với những giọng điệu của ngôn ngữ, thông minh, dễ huấn luyện ngay cả đối với những người nuôi bình thường vì nó có khả năng hiểu ý người nuôi rất tốt. Nó cũng có khả năng tha mồi và làm một số nhiệm vụ khác như đánh hơi và kéo xe. Vào năm 1919 thì đã có một chú chó Newfie đã cứu được tới 20 thủy thủ trong một tai nạn tàu đắm tại vùng biển Bắc.
Tại Mĩ thì Newfie được nuôi chủ yếu trong các gia đình có trẻ nhỏ. Ngoài ra còn được nuôi trongcác trại tâm thần với mục đích làm một trong số những tác nhân góp phần điều trị những bệnh về thần kinh cho bệnh nhân. Tính cách rất thân thiện của giống chó này mà nó dễ gần gũi với những bệnh nhân, vui đùa với họ và nó có khả năng linh cảm được tâm lý người bệnh nên đã có tác dụng tốt trong việc điều trị bệnh cho những bệnh nhân tâm thần. Ngoài ra tại một số quốc gia châu Âu thì chúng còn được nuôi vào mục đích kéo xe và cứu nạn.

## Trong văn hóa
Giống chó này được nhiều người đánh giá cao vì khả năng của chúng và những đóng góp của chúng trong đời sống của cư dân. Nhờ dáng vóc và sức mạnh của mình mà chó này sẵn sàng nhảy xuống nước cứu mạng những thủy thủ gặp nguy hiểm. Nhà thơ người Anh là Lord Byron đã viết một bài thơ lên bia đá khi chú chó Newfie của ông bị chết:
Near this spot are deposited the remains of one
Who possessed Beauty without Vanity
Strength without Insolence
Courage without Ferocity
And all the Virtues of Man, without his Vices.
Tam dịch:
Ôi người thân nhất của tôi
Thật kiêu sa mà không hư ảo
Thật dũng cảm mà không dữ tợn
Thật mạnh mẽ mà không hoang dại
Là con người mà không có những thói xấu